# Hungerford (Texas)
Hungerford es un lugar designado por el censo (en inglés, census-designated place, CDP) ubicado en el condado de Wharton, Texas, Estados Unidos. Según el censo de 2020, tiene una población de 390 habitantes.

## Geografía
La localidad está ubicada en las coordenadas 29°24′24″N 96°5′26″O / 29.40667, -96.09056. Según la Oficina del Censo de los Estados Unidos, Hungerford tiene una superficie total de 4.9 km², de la cual 4.8 km² son tierra y 0.1 km² son agua.

## Demografía
Según el censo de 2020, hay 390 personas residiendo en Hungerford. La densidad de población es de 81 hab./km². El 43.59% de los habitantes son blancos, el 34.36% son afroamericanos, el 0.51% son amerindios, el 0.26% es asiático, el 14.36% son de otras razas y el 6.92% son de una mezcla de razas. Del total de la población, el 32.82% son hispanos o latinos de cualquier raza.